# Henri Aalto
Henri Aalto (Espoo, 20. travnja 1989.) bivši je finski nogometaš koji je igrao na poziciji braniča. 